# Retortillo (Salamanca)
Retortillo ist eine nordspanische Gemeinde (municipio) mit 174 Einwohnern (Stand: 2024) in der Provinz Salamanca in der Autonomen Gemeinschaft Kastilien und León. 

## Geografie
Retortillo liegt auf einem Plateau wenige Kilometer nördlich der Sierra de Francia in einer nordöstlichen Entfernung von 66 Kilometern von Salamanca.
Bekannt ist der Ort vor allem auch durch die schwefelhaltigen Thermalquellen am Río Yeltes, der durch die Gemeinde fließt.

## Bevölkerungsentwicklung
| Jahr      | 1900 | 1950 | 1960 | 1970 | 1981 | 1991 | 2001 | 2011 | 2021 |
| Einwohner | 928  | 859  | 959  | 644  | 319  | 304  | 267  | 234  | 182  |

## Sehenswürdigkeiten
- Christopheruskirche (Iglesia de San Cristóbal)
- Christuskapelle am Friedhof

## Wirtschaft
Neben den Schwefelbädern befindet sich in Retortillo eine bedeutende Uranmine.